# 沖島 (海防艦)
|                      | |
| ロシア時代（1902年） | |
| 艦歴                 | |
| 起工                 | 1895年5月20日/6月1日                                                                                              |
| 進水                 | 1896年4月30日/5月12日                                                                                             |
| 竣工                 | 1899年 |
| 除籍                 | 1905年8月31日/9月13日                                                                                             |
| 所属変更             | 1905年6月6日、日本海軍の軍艦籍に編入                                                                              |
| 除籍                 | 1922年4月1日 |
| その後               | 1925年に払い下げ、記念艦。1939年頃に解体。                                                                        |
| 性能諸元（1920年）   | |
| 排水量               | 常備：4,126トン                                                                                                   |
| 全長                 | 垂線間長：80.62m (264ft 6in)                                                                                      |
| 全幅                 | 15.85m (52ft) |
| 吃水                 | 5.18m (17ft) |
| 機関                 | 円缶4基 直立3気筒3段膨張レシプロ 2軸 6,000馬力                                                                    |
| 速力                 | 15ノット |
| 航続距離             | |
| 燃料                 | 石炭 313トン |
| 乗員                 | 62名 |
| 兵装                 | 露式45口径25.4cm連装砲塔 1基 露式45口径25.4cm単装砲塔 1基 露式45口径12cm単装砲 4門 露式8cm砲 10門 保式短8cm砲 2門 |

沖島（おきのしま）は、日本海軍の海防艦。艦名は対馬海峡の沖、玄界灘に浮かぶ沖ノ島から命名と推測される。
ちなみに艦名は初代であり、2代目は敷設艦「沖島」である。
前身は1896年（明治29年）にロシアの新アドミラルティ造船所で進水したロシア海軍のアドミラル・ウシャコフ級海防戦艦「ゲネラル・アドミラル・アプラクシン（Генерал-адмирал Апраксин）」。

## ゲネラル・アドミラル・アプラクシン

### 艦歴
新アドミラルティ―工廠で建造。1894年10月12日/24日、建造開始。1895年5月20日/6月1日起工。1896年4月30日/5月12日進水。
1899年8月、公試完了。それからコペンハーゲン訪問に向かい、8月16日/28日に到着。9月14日/26日まで同地に滞在した後、クロンシュタットへ向かった。
11月12日/24日、冬季の滞在地であるLibavaへ向けて出港。悪天候で実際よりも南へ流されていると判断した結果、11月13/25日3時にゴーグラント島南東部で座礁した。「ゲネラル・アドミラル・アプラクシン」は巨石に乗り上げ、艦底に27平方メートルほどの穴が空き700トンほどの浸水が生じた。離礁できたのは翌年4月のことであり、5月6日/18日にクロンシュタットに着き、修理を受けた。
日露戦争ではニコライ・ネボガトフ少将率いる第3太平洋艦隊に属して日本海海戦に参加。5月14日/27日の昼戦では「ゲネラル・アドミラル・アプラクシン」は3発被弾し、死者2名負傷者10名を出した。日没後、ネボガトフは残存艦5隻（「インペラートル・ニコライ1世」、「オリョール」、「ゲネラル・アドミラル・アプラクシン」と同型艦2隻）を率いてウラジオストクへ向かうが、「アドミラル・ウシャコフ」は落伍した。5月15日/28日、ネボガトフの部隊は日本艦隊と遭遇し、降伏した。
1905年8月31日/9月13日、除籍。

### 要目
- 排水量：計画4126トン、常備4438トン、公試4152トン[1]
- 全長：86.41m[1]
- 垂線間長：80.62m[1]
- 最大幅：15.85m[1]
- 機関：両面式円缶4基、直立3気筒3段膨張蒸気往復動機関2基、出力計5000指示馬力、2軸[1]
- 速力：計画16ノット、公試15.07ノット[1]
- 装甲：舷側装甲帯127-216mm、主砲前楯・側楯178mm、バーベット152mm、司令塔178mmなど[1]
- 兵装[1]
  - 45口径10インチ（25.4cm）連装砲1基、単装砲1基
  - カネー45口径12cm（4.724インチ）単装砲4基
  - ホチキス47mm単装砲10基
  - ホチキス37mm5砲身回転機砲6基
  - ホチキス37mm単装砲12基
  - 2.5インチ（63mm）速射砲2門
  - 15インチ（38.1cm）水上魚雷発射管4門

## 沖島

### 艦歴
1905年6月6日に「ゲネラル・アドミラル・アプラクシン」は「沖島」と改名されて日本海軍の軍艦籍に編入され、二等海防艦に類別された。佐世保鎮守府在籍。
佐世保工廠での修理整備の後、樺太作戦のために新設された第四艦隊に編入され、津軽海峡での哨戒、次いで樺太で警戒任務に従事した。
主砲は艦前方に45口径25.4cm連装砲塔を1基、艦後方に45口径25.4cm単装砲塔を1基の計3門（姉妹艦の「見島」は、同型砲を計4門搭載）。その後、「沖島」は副砲の換装をおこなっている。
1905年12月30日、第四艦隊解隊に伴い第二艦隊に編入。1907年5月30日、予備艦となる。同年8月8日、佐世保鎮守府に転籍。
1909年12月1日、第二艦隊に編入。1910年12月1日に予備艦となり、1911年4月1日に佐世保海兵団の練習艦となった。
第一次世界大戦では第二艦隊第二戦隊に属して青島北東の労山湾で哨戒などに従事し、また砲台などに対する砲撃を行った。青島戦後は佐世保で係留される。
1922年（大正11年）4月1日、除籍。
各艦と共に艦艇類別等級表からも削除。
本艦は雑役船となり、佐世保海兵団の練習船として使用された。
1923年2月17日、廃船となる。1925年、福岡県宗像郡津屋崎町に14594円で払い下げ。引き渡し後、係留する前に荒天で艦が傾いたが、復旧されて記念艦となった。1930年、財団法人日本海海戦偉蹟保存会に移譲。
1938年に資材として提供を求められたため、解体となった。1939年4月22日に解体。

## 余談
日本海海戦時において、当時の日本ではロシアの艦名が記憶できず、安保清種らの手によって特異的な呼び方をしていた。このゲネラル・アドミラル・アプラクシンは「油布巾」と訳されていたという。

## 艦長
※『日本海軍史』第9巻・第10巻の「将官履歴」及び『官報』に基づく。階級は就任時のもの。
日本海軍
- 釜屋忠道 大佐：1905年6月14日 - 12月12日
- 石井義太郎 大佐：1905年12月12日 - 1907年10月15日
- 秀島七三郎 大佐：1907年10月15日 - 1908年2月20日
- 牛田従三郎 大佐：1908年2月20日 - 4月7日
- 大沢喜七郎 大佐：1908年9月25日 - 11月20日
- 森越太郎 大佐：1909年7月9日 - 1910年12月1日
- （兼）松岡修蔵 大佐：1910年12月1日 - 1911年2月14日
- （兼）森越太郎 大佐：1911年4月1日 - 1912年2月1日
- （兼）上村経吉 大佐：1912年2月1日 - 1913年5月24日
- （兼）堀輝房 大佐：1913年5月24日 - 5月29日
- （兼）堀輝房 大佐：1914年12月1日 - 1915年6月30日
- （兼）野村房次郎 大佐：1915年6月30日 - 1916年12月1日
- （兼）古川弘 大佐：1916年12月1日 - 1918年7月17日
- （兼）新納司 大佐：1918年7月17日[27] - 1919年2月12日[28]
- （兼）平岩元雄 大佐：1919年2月12日 - 8月5日
- （兼）大見丙子郎 大佐：1919年8月5日 - 1920年11月20日
- 太田千尋 中佐：1920年11月20日 - 1921年8月6日
- （兼）井手元治 大佐：1921年8月6日 - 11月20日
- （兼）有沢四十九郎 大佐：1921年11月20日[29] - 12月1日[30]
- 鈴木八百蔵 中佐：1921年12月1日[30] -